# Radioproducer

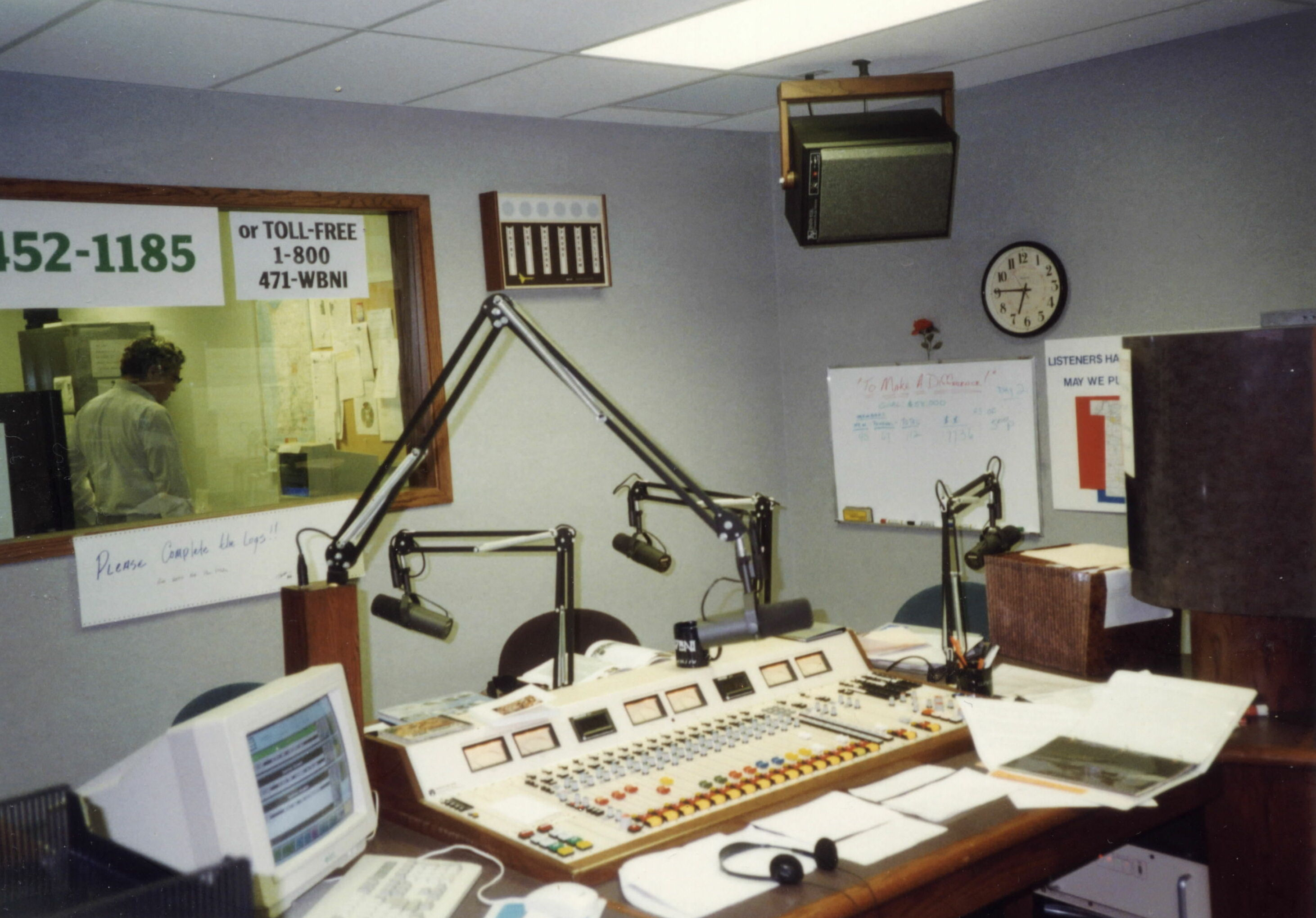
In deze studio van een Amerikaans radiostation WBNI, zit de producer op de voorgrond en bedient het mengpaneel, terwijl de gasten rond de tafel zitten en in de microfoons spreken

Een radioproducer of radioproducent is iemand die een radioprogramma voorbereidt, samenstelt en begeleidt tijdens de uitzending. Geregeld is een radioproducer ook te horen (al dan niet sporadisch) als copresentator van de betreffende diskjockey.

## Werkzaamheden
In de meeste gevallen is een radioproducer de hoofdverantwoordelijke voor het voorbereiden van items en interviews, het regelen van studiobezoeken van artiesten of andere VIPs, tot het begin van de 21e eeuw het bijhouden van gedraaide muziek voor BUMA/STEMRA, het produceren van jingles en andere vormgeving en het bijwerken van de website van het programma. 
De producer is verder verantwoordelijk voor de planning, research en productie, faciliteren van gasten, financiering, de logboeken en het draaiboek. De producer geeft bij grote programma's leiding aan het productieteam voor het programma. Hij of zij kan ook optreden als sidekick voor de presentator en bij calamiteiten invallen als presentator.